# Quietiste Military Cemetery
Quietiste Military Cemetery est l'un des quatre cimetières militaires de la Première Guerre mondiale situés sur le territoire de la commune du Cateau-Cambrésis dans le département du Nord. Les 3 autres sont Le Cateau Communal Cemetery, Le Cateau Military Cemetery et Highland Cemetery Le Cateau.

## Historique
Après la bataille du Cateau (26 août 1914), la ville resta aux mains des Allemands jusqu'à la mi-octobre 1918. Le cimetière militaire de Quietiste a été créé en octobre 1918 par la 50e division (Northumbrian), sous le nom de «cimetière de la ferme»; le nom actuel a été acquis avant la fin de 1918. Il y a maintenant plus de 50 victimes de la guerre de 1914-1918 commémorées sur ce site. Le cimetière couvre une superficie de 683 mètres carrés et est entouré d'un mur de briques, sauf sur le bord de la route.

## Caractéristique
Ce cimetière est situé en pleine campagne à 4 km au sud-ouest du Cateau-Cambrésis  sur la D 21 menant à Busigny, couvre une superficie de 683 mètres carrés et est entouré d'un mur de briques, sauf sur le bord de la route.
Il comporte 62 stèles, 52 soldats britanniques et 10 Allemands tués lors des combats qui se sont déroulés dans les environs.

## Galerie

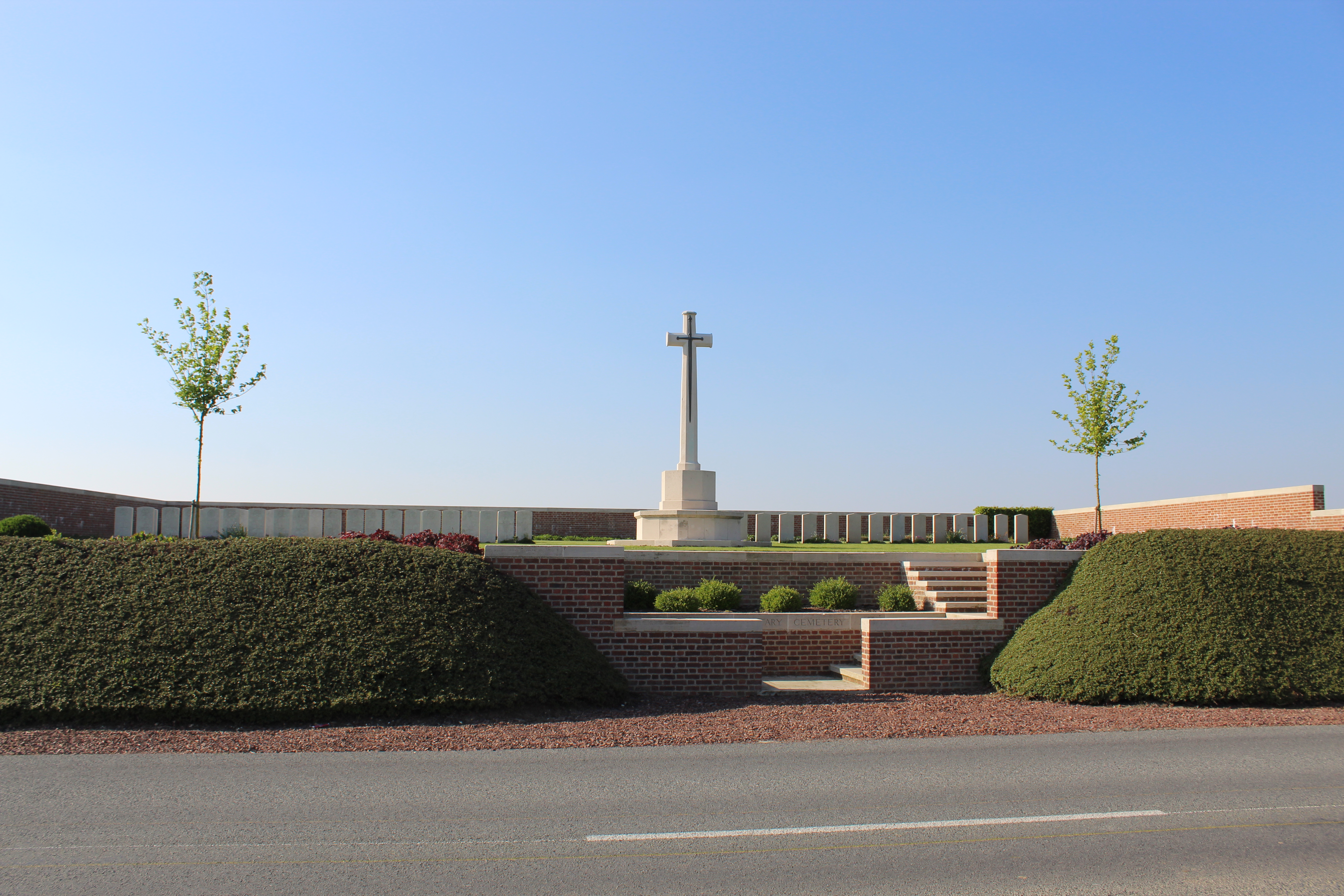
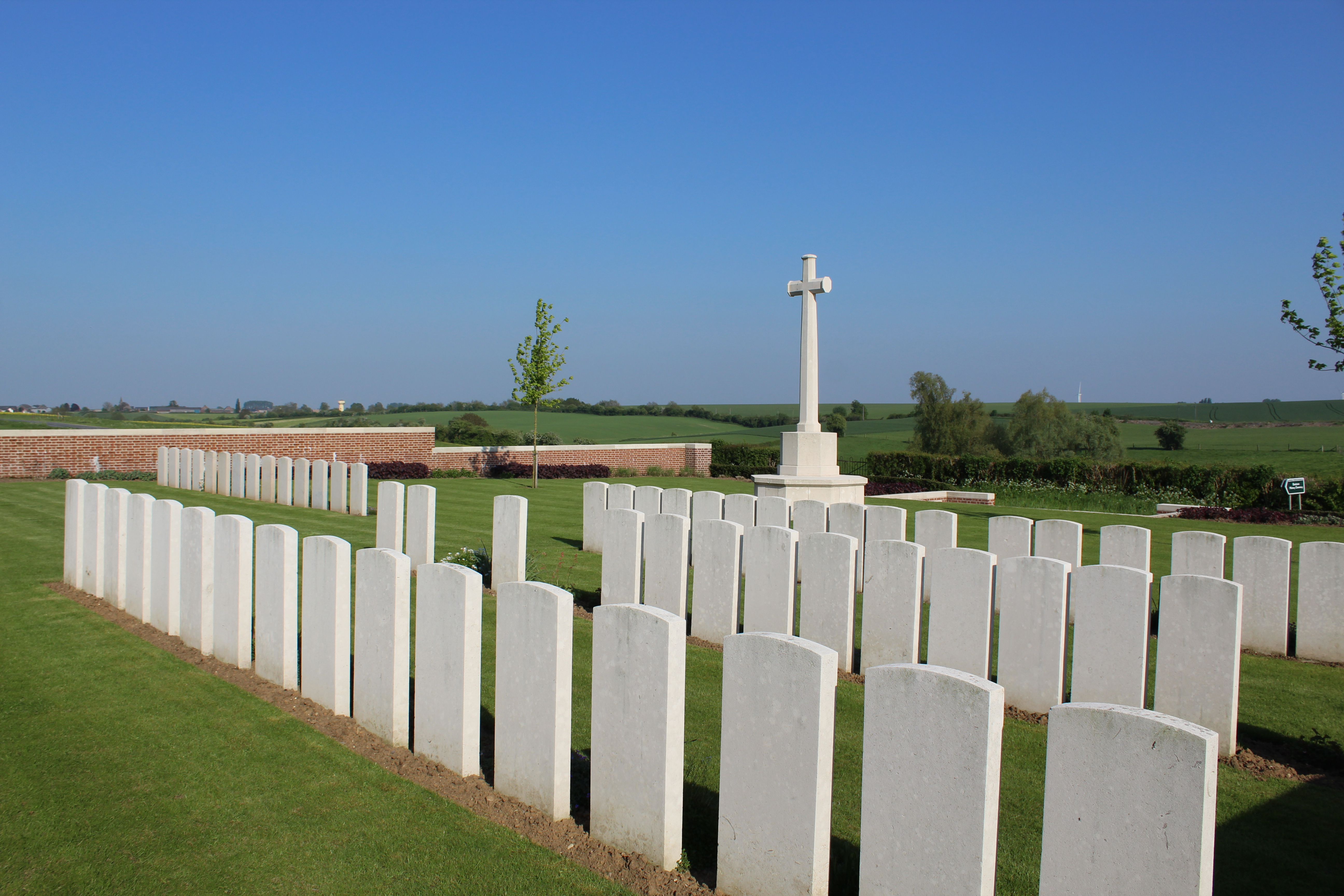
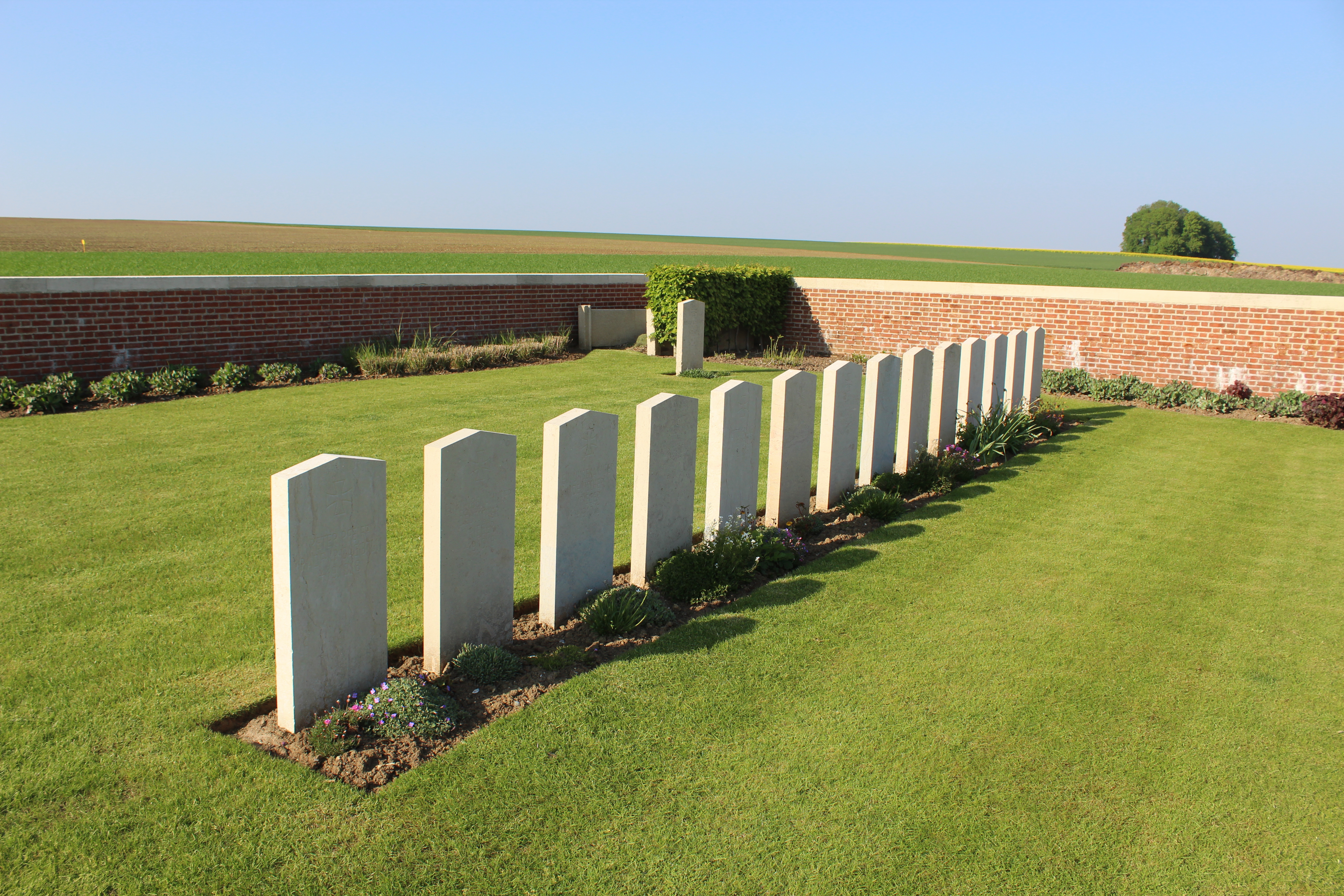
10 tombes de soldats allemands.

## Sépultures
| Pays        | Sépultures |
| ----------- | ---------- |
| Royaume-Uni | 52         |
| Allemagne   | 10         |
| Total       | 62         |